# 伊根町立本庄中学校
伊根町立本庄中学校（いねちょうりつほんじょうちゅうがっこう）は京都府与謝郡伊根町にあった公立中学校。

## 沿革
- 1947年（昭和22年）4月30日 - 「本庄村立本庄中学校」創立。
- 1949年（昭和24年）4月1日 - 伊根・本庄・筒川・養老の各中学校を統合し、「六ヶ村組合立橋北中学校本庄校」となる。
- 1965年（昭和40年）4月1日 - 「伊根町立本庄中学校」として独立。
- 1965年（昭和40年）10月15日 - 校章、校歌を制定する。
- 1971年（昭和46年）8月20日 - 新校舎本館、寄宿舎、教室棟完成。旧校舎から移転。
- 1971年（昭和46年）10月3日 - 完全給食開始。
- 2014年（平成26年）3月25日 - 生徒数減少により廃校。4月、伊根町立伊根中学校と統合。

## 所在地
〒626-0405 京都府与謝郡伊根町字本庄上607番地

## 校区
- 伊根町立本庄小学校

## 周辺
- 伊根町立本庄小学校
- 布引滝
- 本庄郵便局
- 浦嶋神社
- 水の江里浦嶋公園
- 国道178号

## 教育目標
『意欲的に学び、心豊かで、主体的に生きる力の育成をめざす。』
1. 基礎学力を身につけた生徒
2. 生命と人権を尊重し、勤労と責任を重んずる生徒
3. 心身ともに健康な生徒

## 部活動
男子
- 野球部

女子
- ソフトテニス部